# Емануил Манусоянакис
Емануил Манусоянакис (на гръцки: Εμμανουήλ Μανουσογιαννάκης) е гръцки офицер и политик.

## Биография
Манусоянакис е роден през 1853 година в Имброс (Нимброс), в областта Сфакия, остров Крит, тогава в Османската империя. Учи в Гръцката военна академия в Атина. В 1897 година оглавява доброволческа част, подсилена с артилерия, която дебаркира на Крит, за да подпомогне Критското въстание и участва в битката при Буколиес под командването на полковник Тимолеон Васос.
В 1909 година става министър на войната в правителството на Димитриос Ралис. В 1911 година оглавява Първа дивизия, с която участва в Балканските войни. След битките при Сарандапоро и Енидже Вардар е повишен в генерал-майор, а през май 1913 година - в генерал-лейтенант. През Междусъюзническата война е начело на 1 и 6 дивизия, с които печели битката при Лахна и участва в битката при Кресна.
След края на войната Манусоянакис става началник на ІІ армейски корпус в Патра, където умира през 1916 г.